# Abdullah bin Mutaib al-Saud
Abdullah bin Mutaib al-Saud (n. 13 octombrie 1984, Londra, Anglia, Regatul Unit) este un sportiv ce a reprezentat Arabia Saudită, medaliat olimpic. A participat la 2 ediții ale Jocurilor Olimpice (2008, 2012) în care a câștigat o medalie de bronz.